# Biberón

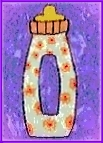
Dibujo de un biberón con agarre

El biberón (en República Dominicana, Colombia, Cuba, España, México, Panamá, Perú y Puerto Rico), bibí (en Puerto Rico), chupón (en Costa Rica y Filipinas), mamadera (en Argentina, Bolivia, Chile, Panamá, Paraguay, y Uruguay), mema (en Uruguay), mamila (en México), pacha (en El Salvador, Nicaragua y Guatemala), pepe (en Honduras) o tetero (en Colombia y Venezuela) es un recipiente que se utiliza para dar leche, agua y demás líquidos a los bebés o niños, que por su nivel de desarrollo psicomotor no puedan beber en un vaso. Los hay de diferentes volúmenes (de 100 ml, de 250 ml, etc.). El biberón se compone de un tubo, actualmente de plástico, y de una tapadera sellable herméticamente provista de una tetina flexible adaptable a la boca del infante, que tiene un agujero pequeño por cual el niño bebe, absorbiendo el líquido.
El funcionamiento del biberón aprovecha el instinto de succión que poseen los infantes desde la más tierna edad, y permite alimentarlos durante los lapsos en los cuales la madre no está disponible para proveerles su pecho. En algunos casos, el biberón provee de un sustituto al amamantamiento. Aunque en épocas recientes, la sustitución total de la leche materna es desaconsejada por los pediatras. En principio porque la leche materna posee elementos necesarios para el desarrollo del sistema inmunitario del infante, así como la inferida relevancia del nexo emocional que se establece durante la lactancia entre la madre y su hijo.

## Historia

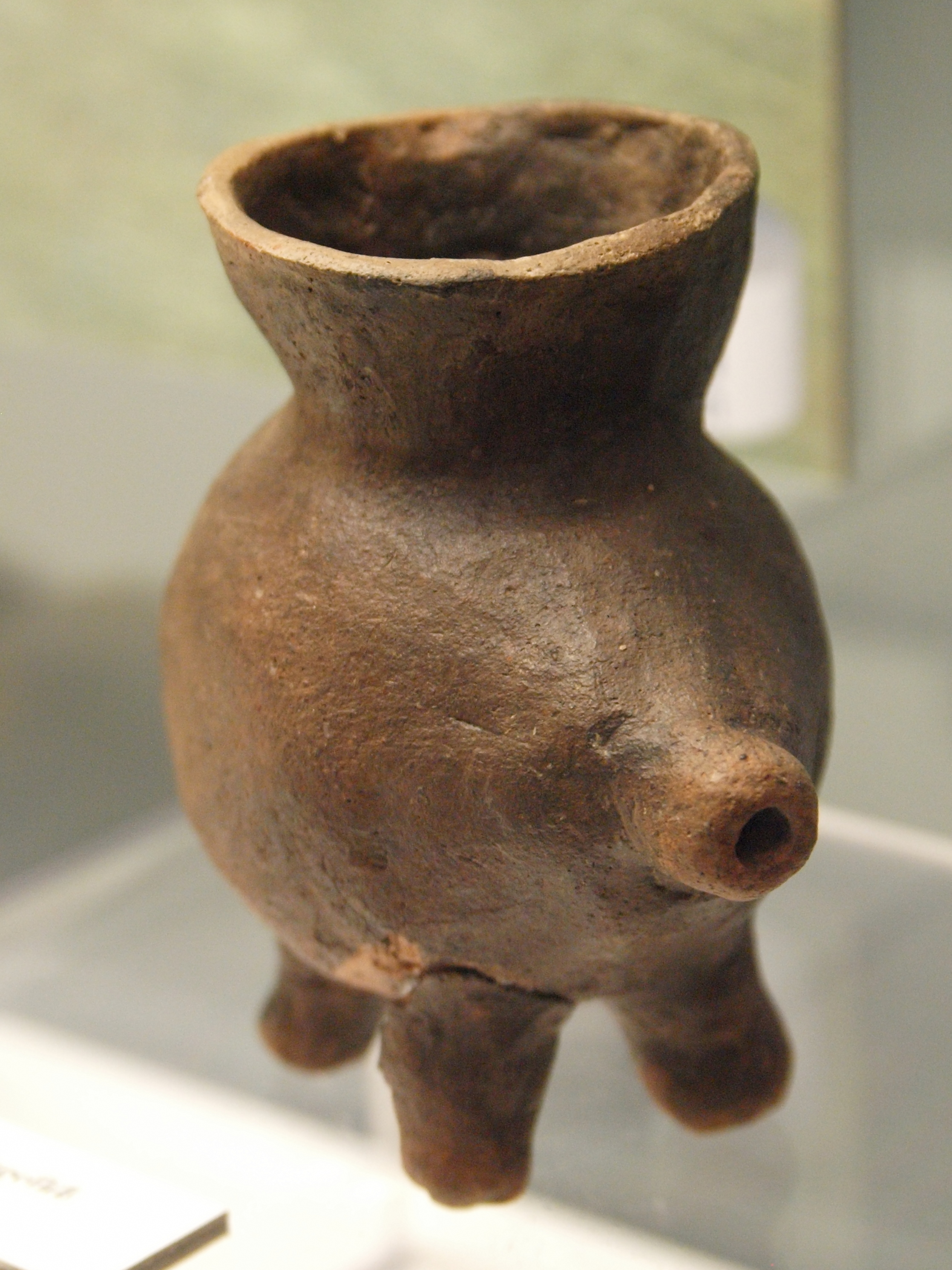
Un biberón zoomorfo hallado en Ratisbona, Alemania, ca. 1350–800 a. C.

La primera noticia sobre este invento la dio el Semanario Económico de Madrid en 1767, en el artículo de Pedro Saura "Teta artificial", que incluye un grabado.
Los más antiguos conservados datan de la Edad de los Metales, en terracota, con una abertura para introducir el líquido y un pico rígido para succionar el bebé, también los había consistentes en un cuerno animal cerrado con una tetina de cuero o una ubre desecada de vaca. La correcta limpieza de estos dispositivos era difícil. Las primeras tetinas de caucho y botellas de vidrio fueron patentadas en la década de 1840 y a finales del siglo XIX había un gran número de modelos disponibles al popularizarse la lactancia artificial. Ya en el siglo XX, en la década de 1960 se comercializaron las primeras botellas de plástico resistente al calor.

## Higiene del biberón
Debido a que es un recipiente de uso reiterado, conteniendo sustancias fácilmente corruptibles y destinado a propósitos alimenticios para los infantes, la higiene de los biberones debe ser especialmente cuidada.
Un problema notorio de los biberones, es la acumulación de residuos alimenticios en porciones inaccesibles del biberón (especialmente las comisuras de la tetina y el mecanismo de cierre), y que pueden provocar la proliferación de bacterias patógenas, que hacen posible la contaminación, en lo subsecuente, del contenido de la botella.
Actualmente los biberones disponibles comercialmente disponen de formas y sistemas de cerrado que disminuyen la ocurrencia de depósitos, pero tales mecanismos no deben nunca sustituir una gran atención en el lavado y esterilizado de los biberones antes de cada uso.